# Amma Darko

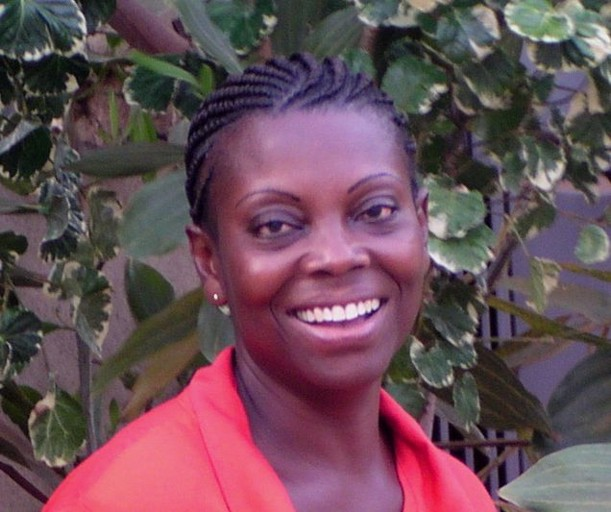
Amma Darko

Amma Darko (născută în 1956) este o scriitoare ghaneză.

## Scrieri
- Beyond the Horizon (Der verkaufte Traum). Heinemann/Schmetterling-Verl., 1991/1995. ISBN 978-0-435-90990-1
- Spinnweben (Cobwebs). Schmetterling-Verl., 1996, ISBN 978-3-926369-17-8
- Verirrtes Herz (Stray heart), Schmetterling-Verl., 2000, ISBN 978-3-89657-119-9.
- Faceless (Die Gesichtslosen). Sub-Saharan Publishers/Schmetterling-Verl., 2003, ISBN 978-9988-550-50-9.
- Not without Flowers Sub-Saharan Publishers. ISBN 978-9988-647-13-1
- Between Two Worlds. Sub-Saharan Publishers, Accra 2015, ISBN 998864793X
- The Necklace of Tales. 2015, ASIN B00YVNN6LM